# 강동대학교 축구부
강동대학교 축구부(영어: Gangdong University  Football Club)는 대한민국 충청북도 음성군에 위치한 대학교 축구부이다. 강동대학교에서 운영하는 대학 축구부이다. 2017년에 공식 창단되었다.

## 출신 선수
- 채희호 (무소속)
- 윤정로 (코치)
- 정종현 (여주FC)
- 박재현 (김포FC)
- 강인훈 (춘천시민축구단)
- 이호성
- 김지석 (대전코레일FC)
- 김세헌 (이천)
- 유현규 (장쯔Fc)
- 박종혁 (청주 FCV)
- 이동재 (진주시민축구단)
- 이형재 (청주 FCV)
- 김민재 (김천상무)
- 김도현
- 윤은식
- 이정근 (평택fc)
- 최수혁 (김천상무)
- 김수환
- 박강민 (남해초 10번)
- 이채현 (PIG UTD)
- 조유성 (FC)
- 최인석
- 김영륜(평택시티즌FC)

## 참고 문헌
- “KFA 통합경기정보 시스템”. 대한축구협회.
- 약속의 땅 통영 제59회 춘계대학축구연맹전 출전 선수 명단

## 같이 보기
- 강동대학교